# Nadathara
Nadathara é uma vila no distrito de Thrissur, no estado indiano de Kerala.

## Demografia
Segundo o censo de 2001, Nadathara tinha uma população de 12 593 habitantes. Os indivíduos do sexo masculino constituem 49% da população e os do sexo feminino 51%. Nadathara tem uma taxa de literacia de 84%, superior à média nacional de 59,5%: a literacia no sexo masculino é de 86% e no sexo feminino é de 82%. Em Nadathara, 11% da população está abaixo dos 6 anos de idade.